# União Feminista Egípcia
A União Feminista Egípcia (em árabe: الاتحاد النسائي المصري) foi o primeiro movimento feminista nacional do Egito.

## História e perfil
A União Feminista Egípcia foi fundada a 6 de março de 1923, durante uma reunião na casa da nacionalista egípcia Huda Sha'arawi, que desempenhou as funções de presidente da organização até 1947, o ano da sua morte. A organização era afiliada à Aliança Internacional pelo Sufrágio Feminino (designada atualmente por Aliança Internacional da Mulher), e foi responsável pela publicação da revista quinzenal L'Egyptienne (A Egípcia) em 1925 e pelo periódico el-Masreyyah (A Mulher Egípcia) em 1937. Em 2011, o grupo foi reformulado para uma organização sem fins lucrativos com a mesma designação, mas com objetivos e equipa diferentes. A união apoiava a independência total e completa do Reino Unido, tal como a elite dos líderes masculinos do Partido Wafd, tendo promovido os valores sociais europeus com uma orientação essencialmente laica. O objetivo do movimento feminista foi simbolizado pelo gesto suficientemente publicitado da liberdade social, conquistado por Sha'rawi e a sua associada Saiza Nabrawi, que tiraram os véus depois de saírem de um comboio na principal estação ferroviária do Cairo em 1923. As exigências das reformas educacionais pela União Feminista Egípcia foram cumpridas em 1925, quando o governo tornou o ensino primário obrigatório tanto para meninas quanto para meninos, e posteriormente, as mulheres foram admitidas nas universidades nacionais pela primeira vez. No entanto, a campanha da união a favor da reforma do direito da família não teve êxito.